# سرو آلاسکا
سرو آلاسکا (نام علمی: Cupressus nootkatensis) نام یک گونه از سرده سرو است.